# بيل لاسي (لاعب كرة قدم أمريكية)
بيل لاسي (بالإنجليزية: Bill Lacey)‏ هو لاعب كرة قدم أمريكية أمريكي، ولد في 27 يوليو 1971.